# امیلیانو آلفارو
امیلیانو آلفارو (انگلیسی: Emiliano Alfaro؛ زادهٔ ۲۸ آوریل ۱۹۸۸) بازیکن فوتبال اهل اروگوئه است.
از باشگاه‌هایی که در آن بازی کرده‌است می‌توان به باشگاه فوتبال لیورپول (مونته‌ویدئو)، باشگاه فوتبال بوریرام یونایتد، باشگاه ورزشی لاتزیو، باشگاه ورزشی سن لورنسو آلماگرو، و باشگاه فوتبال الوصل امارات اشاره کرد.
وی همچنین در تیم‌های ملی فوتبال Uruguay national under-17 football team، زیر ۲۰ سال اروگوئه، و اروگوئه بازی کرده‌است.